# A10 (motorväg, Italien)
A10, autostrada dei Fiori, är en motorväg i Italien som går mellan Genua och Ventimiglia. Sträckan Genua - Savona invigdes den 5 september 1967, medan sträckan Savona - Ventimiglia invigdes den 6 november 1971. A10 sträcker sig över regionen Liguria och är 158,1 km lång. Den är en del av europaväg E80. År 2018 rasade Morandibron som utgjort en del av motorvägen.

## Externa länkar

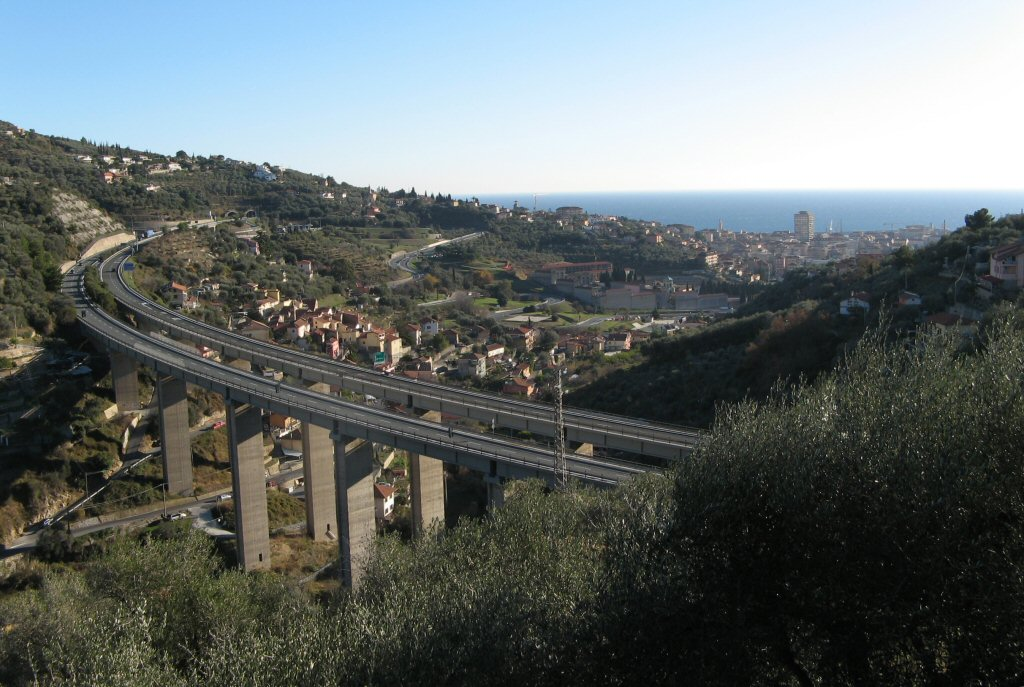
A10 vid Oneglia.